# 本間隆太
本間 隆太（ほんま りゅうた、1991年10月17日 - ）は、日本の元男子バレーボール選手である。

## 来歴
神奈川県相模原市出身。小3の頃、家族の影響を受けてバレーボールを始める。
弥栄高等学校、早稲田大学を経て、2013年10月に、V・プレミアリーグ（当時Vリーグの1部リーグ、現在のV.LEAGUE DIVISION1に相当）に昇格したばかりのジェイテクトSTINGSに入団内定し、内定選手としても試合に出場した。
2018年、日本代表登録メンバーに初選出された。
2018-19シーズン、パリ・バレーに移籍。
2019-20シーズン、ジェイテクトに復帰し、主将に就任。そして、2019-20 V.LEAGUE DIVISION1 MENでチームの初優勝に貢献し、自身もベストリベロ賞を初受賞。
2023年11月17日、2023-24 V.LEAGUE DIVISION1 MENのヴォレアス北海道戦でVリーグ通算230試合出場となり、Vリーグ栄誉賞の表彰基準に到達した。シーズン終了後に表彰が行われた。
2024年2月23日、2023-24 V.LEAGUE DIVISION1 MENをもって現役引退すると発表された。
2024年4月、早稲田大学大学院スポーツ科学研究科に入学。同時に早稲田大学バレーボール部コーチに就任した。

## 球歴
- 日本代表 - 2018年、2020年[14]

## 所属チーム
- 弥栄高等学校 （2007-2010年）
- 早稲田大学 （2010-2014年）
- ジェイテクトSTINGS （2014-2018年）
- パリ・バレー （2018-2019年）
- ジェイテクトSTINGS （2019-2024年）

## 受賞歴
- 2020年 - 2019-20 V.LEAGUE DIVISION1 ベストリベロ賞
- 2024年 - Vリーグ栄誉賞